# Partecipanza agraria di Villa Fontana
La Partecipanza Agraria di Villa Fontana è una molto antica forma di gestione della proprietà collettiva nel comune di Medicina.
Il termine Partecipanza rappresenta una forma di proprietà collettiva, piuttosto diffusa dal Medioevo in poi nella bassa Pianura Padana, il cui patrimonio fondiario viene ripartito secondo regole antichissime fra tutti gli aventi diritto, cioè i discendenti delle famiglie che ottennero il privilegio. 
La Partecipanza di Villa Fontana, infatti, è proprietaria di un fondo (la tenuta Vallona), di circa 860 ettari, che, ogni 18 anni, viene suddiviso tra i cosiddetti Partecipanti Utenti. Questi, oltre ad essere discendenti in linea retta maschile delle antiche famiglie partecipanti, devono avere "...casa aperta e camin fumante..." (il cosiddetto incolato) in una delle quattro parrocchie della "cerchia": Villa Fontana, S.Donino, Fiorentina e S.Antonio della Quaderna.
Chi è in possesso di questi requisiti riceve al compimento del diciottesimo anno di età una "quota"  di terreno che può coltivare come meglio crede,  nel rispetto però delle regole dello Statuto dell'ente. Il venir meno nel tempo di uno solo dei requisiti implica la perdita del diritto di godimento. 
La storia della Partecipanza si identifica in quella della comunità di Villa Fontana, che a sua svolta è strettamente legata a quella di Medicina. 
La loro nascita e crescita sono state influenzate dalla posizione geografica, tra Ravenna e Bologna; la prima in declino dopo i fasti imperiali bizantini, la seconda in ascesa grazie alla sua incidenza sui commerci nella bassa pianura padana e alla sua sempre più influente identità culturale (l'università venne infatti fondata nel 1088). 
Infatti il primo riferimento certo a Villa Fontana lo ritroviamo nell'editto di Federico I detto il Barbarossa, datato 1155, intervenuto su richiesta del popolo medicinese per fronteggiare le mire espansionistiche della comunità di Bologna. Fu probabilmente in questo contesto che il Vescovo di Bologna concedesse in enfiteusi ampi terreni alla popolazione, al fine di riceverne sostegno politico.  Il Decreto imperiale, delimitando il territorio di Medicina per riconfermarlo sotto la tutela di Ravenna, cita ad ovest la "casa de fontana": il fatto che il paese fosse preso come punto di riferimento in un editto imperiale indica che già allora doveva avere una certa importanza e consistenza. 
In realtà però esiste un altro documento con riferimenti più antichi: il rogito del notaio carpigiano Tommaso Del Viscardo datato 1215, che asserisce esser stata Matilde di Canossa a concedere. ai villafontanesi la tenuta Vallona nel 1112. 
Pur se il riferimento alla potente contessa è rimasto ben radicato nelle credenze popolari, l'atto non appare del tutto attendibile e viene da molti storici considerato falso. 
La nascita di Villa Fontana come comunità autonoma è invece datata con certezza nel 1305. 
Nei due secoli dopo l'editto di Barbarossa, infatti, Medicina cominciò una crescita economica e politica molto forte, che la portò a dominare un territorio molto vasto. Questo preoccupò la sempre più potente Bologna che ben assecondò la mire "separatiste" di Villa Fontana, decretandone l'autonomia e assegnandole autorità su di un vasto comprensorio a nord-est di Medicina che, guarda caso, ben corrisponde all'attuale "cerchia" di parrocchie di cui è formata la Partecipanza. Villa Fontana si manterrà autonoma rispetto a Medicina fino all'invasione napoleonica del 1796. 
I primi Statuti, con tutta probabilità consolidazioni di norme e usanze orali, risalgono al 1589, anche se i primi Capitoli, attestanti la divisione dei terreni,  sono di trent'anni più tardi. 	
In essi si prevedevano divisioni dei terreni quinquennali nei confronti di tutti gli uomini che abitassero da più di vent'anni nella cerchia e che avessero più di 14 anni. 
La discesa delle truppe napoleoniche nel 1796 e la conseguente creazione della Repubblica Cisalpina travolsero la comunità villafontanese, che perse la sua autonomia in favore di Medicina.  La Partecipanza invece continuò ad operare quasi indisturbata ed anzi nel 1802 riuscì ad affrancarsi dal comune, anche se da questo fatto derivarono una serie interminabile di dispute riguardo alla divisione dei terreni, che continuarono con alterne vicende fino al 1891! 
Ma la Rivoluzione francese, pur essendo occasione per l'affermarsi della Partecipanza come ente autonomo ed indipendente si rivelò a lungo andare tremendamente deleteria.  L'affermarsi del "dogma" della proprietà privata, infatti, prima nei domini pontifici dopo la restaurazione e soprattutto nel neonato regno d'Italia (1860), porteranno all'approvazione di leggi tendenti ad abolire i domini e le proprietà collettive. 
Solo un ricorso straordinario al Re nel 1930 salvò la Partecipanza villafontanese dal commissariamento e dalla dissoluzione in base alle leggi sugli usi civici del 1888 e del 1924, mentre peggior sorte ebbero quella medicinese (1890)  e quella budriese (1927) vendute ai privati o assorbite dal comune.
Intanto però le Partecipanze erano riuscite nel 1894 ad ottenere il riconoscimento di persone giuridiche e questo di sicuro ne rafforzò l'autorità e la indipendenza. 
Non abbiamo grosse testimonianze riguardo alle condizioni della tenuta Vallona, anche se si può supporre che in origine fosse per lo più un terreno paludoso. Alcuni documenti testimoniano come nel 1493 i due terzi della tenuta era coltivata a bosco ceduo, mentre il restante era ancora una palude incolta. Le grandi bonifiche cominciarono alla fine del secolo scorso, con l'utilizzo dei mezzi meccanici e terminarono nel 1926 rendendo coltivabile tutto il terreno. 
Questo portò però inevitabilmente alla chiusura degli albi nel 1856: si vietò cioè l'ingresso di nuove famiglie nell'elenco degli aventi diritto al privilegio. 
In pratica si trattò di assicurare il godimento della tenuta Vallona a chi in realtà aveva in prima persona partecipato col proprio lavoro alle opere di bonifica. 
La Partecipanza si arricchì progressivamente, venendo sempre più ad offrire un sostegno economico per i suoi componenti.  Segno di questo progressivo benessere è certamente l'acquisto del palazzo di Villa Fontana verso la fine del XVIII secolo che tutt'oggi è sede dell'ente, e che per un certo periodo ospitò anche il Municipio, almeno fin quando esistette la comunità autonoma. 
Le Partecipanze oggi pur diverse per origini e caratteristiche rappresentano un unicum nella struttura sociale ed istituzionale del paese, non rinvenendosi altri enti con simili peculiarità se non forse nelle Regole Cadorine e nelle Comunanze Laziali. 
Sono sei, compresa Villa Fontana,  tutte concentrate nella bassa pianura emiliana, tra il Panaro ed il Sillaro: Nonantola, Cento, Pieve di Cento, S.Giovanni in Persiceto e S.Agata Bolognese.
Queste rappresentano un blocco unitario per origine e caratteristiche, derivando tutte da una concessione, datata 1058, dell'abate Gotescalco di Nonantola, la cui abbazia aveva un'importanza ed una influenza politica notevole nella bassa pianura a nord di Bologna. 
Le Partecipanze hanno costituito nel passato un'importante presenza sul territorio, essendo dotate di una forte capacità di coesione e di sostegno finanziario della popolazione, nonché di miglioramento del territorio e di spinta economica alla coltivazione delle campagne. 
Tali enti però hanno visto perdere progressivamente i loro tratti caratteristici, al pari dell'intero settore agricolo,  anche con riferimento ad una continua diminuzione dei consociati che per quel che riguarda Villa Fontana ha assunto dimensioni preoccupanti. 
Le amministrazioni però stanno orientando il loro operato soprattutto verso il recupero delle radici storico-culturali delle Partecipanze e verso una rinnovata attenzione al territorio, legata soprattutto al tema dell'ambiente, con tentativi di ricostituire le aree boschive e paludose scomparse in seguito alle opere di bonifica e alla conseguente coltivazione dei terreni.
Sito ufficiale:http://www.partecipanzavillafontana.it/

### Partecipanze
- Partecipanza agraria di Nonantola
- Partecipanza agraria di Cento
- Partecipanza agraria di San Giovanni in Persiceto
- Partecipanza agraria di Sant'Agata Bolognese
- Partecipanza agraria di Pieve di Cento
- Antichi Beni Originari di Grignano Polesine
- Partecipanza dei Boschi di Trino Vercellese

### Altro
- Proprietà collettiva - Universitas - comunanza agraria
- Vicinia
- Patriziato (Svizzera)
- Consulta nazionale della proprietà collettiva